# Rally Cycling (Frauenteam)/Saison 2020
Dieser Artikel beschreibt die Mannschaft und die Siege des Frauenradsportteams Rally Cycling in der Saison 2020.

## Mannschaft
| Teamkader 2020          | Teamkader 2020    | Teamkader 2020     | Teamkader 2020                 |
| Name                    | Geburtsdatum      | Land               | Vorheriges Team                |
| ----------------------- | ----------------- | ------------------ | ------------------------------ |
| Sara Bergen             | 6. Dezember 1988  | Kanada             |                                |
| Allison Beveridge       | 1. Juni 1993      | Kanada             |                                |
| Kristabel Doebel-Hickok | 28. April 1989    | Vereinigte Staaten | Cylance (2018)                 |
| Heidi Franz             | 14. Januar 1995   | Vereinigte Staaten |                                |
| Leigh Ann Ganzar        | 8. September 1989 | Vereinigte Staaten | Hagens Berman-Supermint (2019) |
| Chloe Hosking           | 1. Oktober 1990   | Australien         | Alé Cipollini (2019)           |
| Sara Poidevin           | 7. Mai 1996       | Kanada             |                                |
| Emma White              | 23. August 1997   | Vereinigte Staaten |                                |
| Lily Williams           | 24. Juni 1994     | Vereinigte Staaten | Hagens Berman-Supermint (2019) |
|                         |                   |                    |                                |
| Quelle: ProCyclingStats |                   |                    |                                |

## Siege
| Siege    | Siege                                                       | Siege      | Siege  | Siege            | Siege |
| Datum    | Rennen                                                      | Staat      | Klasse | Siegerin         |       |
| -------- | ----------------------------------------------------------- | ---------- | ------ | ---------------- | ----- |
| 16. Jan. | Women's Tour Down Under, 1. Etappe                          | Australien | 2.Pro  | Chloe Hosking    |       |
| 7. Sep.  | Tour Cycliste Féminin International de l’Ardèche, 5. Etappe | Frankreich | 2.1    | Leigh Ann Ganzar |       |
| 9. Sep.  | Tour Cycliste Féminin International de l’Ardèche, 7. Etappe | Frankreich | 2.1    | Chloe Hosking    |       |